# 泰勒敦 (密西西比州)
泰勒敦（英語：Tylertown）是一個位於美國密西西比州沃爾索爾縣的城鎮。根據2010年美國人口普查，該地人口共有1,609人，而該地的面積約為7.90平方千米。
該地亦是沃爾索爾縣的縣治。

## 地理
泰勒敦的座標為31°06′58″N 90°08′34″W / 31.11611°N 90.14278°W，而該地的平均海拔高度為90米（即295英尺）。